# Суперкубок Англії з футболу 1959
Суперкубок Англії з футболу 1959 — 37-й розіграш турніру. Матч відбувся 15 серпня 1959 року між чемпіоном Англії «Вулвергемптон Вондерерз» та володарем кубка країни «Ноттінгем Форест».
| Володар Суперкубка Англії 1959         |
| -------------------------------------- |
|                                        |
| «Вулвергемптон Вондерерз» Третій титул |

## Учасники
| Клуб                      | Участей | Роки (жирним виділено перемоги) |
| ------------------------- | ------- | ------------------------------- |
| «Вулвергемптон Вондерерз» | 3       | 1949, 1954, 1958                |
| «Ноттінгем Форест»        | дебют   | дебют                           |

## Матч

### Деталі
| 15 серпня 1959 |

| «Вулвергемптон Вондерерз»        | 3–1      | «Ноттінгем Форест» |
| -------------------------------- | -------- | ------------------ |
| Маррей 38' Бродбент 56' Ліль 81' | Протокол | Вілсон 37'         |

| Молінью, Вулвергемптон Глядачів: 39 834 |

|  |  |

| В                |  | Малкольм Фінлейсон |
| З                |  | Едді Стюарт        |
| З                |  | Гуйл Джонс         |
| З                |  | Джордж Шовелл      |
| ПЗ               |  | Едді Клемп         |
| ПЗ               |  | Рон Флаверс (к)    |
| ПЗ               |  | Мікі Ліль          |
| ПЗ               |  | Пітер Бродбент     |
| ПЗ               |  | Норман Ділі        |
| Н                |  | Боббі Мейсон       |
| Н                |  | Джиммі Маррей      |
| Головний тренер: |  |                    |
| Стен Калліс      |  |                    |

| В                |  | Чік Томпсон      |  |                  |
| З                |  | Білл Вейр        |  |                  |
| З                |  | Джо Макдональд   |  |                  |
| З                |  | Боб Маккінлі (к) |  |                  |
| ПЗ               |  | Джефф Вайтфут    |  |                  |
| ПЗ               |  | Джим Ілі         |  |                  |
| ПЗ               |  | Біллі Грей       |  |                  |
| ПЗ               |  | Джонні Квіглі    |  |                  |
| ПЗ               |  | Стюарт Імлах     |  |                  |
| Н                |  | Берні Келлі      |  |                  |
| Н                |  | Томмі Вілсон     |  | Замінений        |
| Заміни:          |  |                  |  |                  |
| Н                |  | Пітер Найт       |  | Вийшов на заміну |
| Головний тренер: |  |                  |  |                  |
| Біллі Вокер      |  |                  |  |                  |